# Kemenesmihályfa
Kemenesmihályfa község Vas vármegyében, a Celldömölki járásban.

## Fekvése
Celldömölktől északnyugatra, Ostffyasszonyfa, Tokorcs és Kemenessömjén közt fekszik, utóbbival szinte teljesen összenőtt.
Celldömölkkel és Ostffyasszonyfával a 8452-es, Tokorccsal a 8453-as, Kemenessömjénnel és Vönöckkel pedig a 8454-es út köti össze. Déli külterületeit átszeli a 834-es főút is.
A hazai vasútvonalak közül a Székesfehérvár–Szombathely-vasútvonal érinti, melynek egy megállási pontja van itt. Kemenesmihályfa megállóhely a falu délnyugati szélén helyezkedik el, a 8453-as út vasúti keresztezése mellett.
Déli határában helyezkedik el a közúton egyébként csak Tokorcs felől megközelíthető AeroSág repülőtér, és kemenesmihályfai területen áll a repülőtér létesítményeinek egy része is.

## Története
A település és környéke már az újkőkor óta lakott helynek számított. Területéről a bronzkor, vaskor idejéből is kerültek elő leletek.
A helyet először 1272-ben említették az oklevelekben, melyek két elpusztult faluról tudósítanak: Ol és Chep. Az előbbi Csöngének felel meg, az utóbbi Mihályfának. A község délkeleti határában lévő Csépi dűlő őrzi a jelenkornak a hajdani falu emlékét. A Chep helységnevet említi a Szombathelyi Egyházmegyei Névtár is 1409-ből.
Mai nevét 1466-tól már mint Myhályfalvát említi a Soproni levéltár. A 15. századtól neve Kemenesmihályfalva néven szerepel. A Mihály név Ostffy Mihályról került a falu elnevezésébe, aki valószínűleg földesura volt a településnek (és már források szerint Csép pusztulása után az újratelepítésben is szerepet játszott), hiszen V. István király a karakói várispánságot adományozta az Ostffy családnak a tatárjárásban játszott hősies viselkedésük jutalmaként. A „falva” szócska helységnévhez toldása hosszúnak bizonyult, az 1700- as évektől kezdődőek  „falva” szót már „fa” rövidítéssel írták.
Az 1526-os mohácsi vereség Kemenesalján is éreztette hatását, több úri kastélyt erődítménnyé alakítottak át. Az 1532-es, Bécs elleni szultáni hadjáratot Kőszeg hős védői megakadályozták, és ez hadszíntérré változtatta Vas vármegyét. Miután a törököknek Sárvárt nem sikerült elfoglalniuk, bekövetkezett Kemenesalja első török pusztítása. A feljegyzések szerint először 1549-ben hódoltak a törököknek, amelyet a későbbiekben még többször meg kellett tenniük. 1567-ben például a feljegyzések szerint német zsoldosok a falu 30 jobbágy házában okoztak kárt.
A 16. században a település köznemesei, a szomszédos kemenesaljai faluhoz hasonlóan a reformáció fő pártfogói voltak. A helyi és környékbeli takácsok 1638-ban céhet hoztak létre, szabályait felsőbb helyen is megerősítették.
1869-ben a népesség a következők szerint alakult: 513 férfi, 533 nő, tehát az összlakosság: 1046.
A feljegyzések szerint Mihályfa legnevesebb családja a Koltai-Vidos család volt, mely Vas vármegye legősibb nemesi famíliájának egyike volt. Ők látták vendégül 1706 januárjában Bercsényi Miklóst, aki a Kemenesaljai Evangélikus Egyházmegye gyűlésén vett részt, és Rákóczi iránti hűségre eskette a környék földesurait, lelkészeit, tanítóit. A család leghíresebb tagja Vidos József, nemzetőr ezredes volt, kinek földi maradványat a merseváti kripta őrzi.
A világháborúk során a faluból is voltak áldozatok. Emléküket 1968-ban márványtáblán örökítették meg a ravatalozó falán.
1939-ben Sömjénmihályfa néven egyesítették a szomszédos Kemenessömjénnel. 1946-ban a két falu különvált, de 1982-ben megint egyesítették őket, újfent Sömjénmihályfa néven. 1993-tól azonban ismét különváltan, önállóan működnek.

### A falu szőlőkultúrája
A falutól északnyugatra emelkedő domboldalakon már régóta folyik szőlőművelés, melynek első írásos emléke 1544-ből származik. A településen már a 17. században hegytörvényt alkottak, melyet Ostffyasszonyfa szőlőhegyének telepítésekor is figyelembe vettek. 1773-ban már két hegymestere volt. Mindezek jelentőségét mutatja, hogy a község címerében is megjelent a 18. században a szőlőfürt. A filoxéravész idején a szőlőterületből sok elveszett.

## Közélete

### Polgármesterei
- 1993–1994: Őri Kálmán (nem ismert)[3]
- 1994–1998: ifj. Borhy Ferenc (független)[4]
- 1998–2002: Borhy Ferenc (független)[5]
- 2002–2004: Cseledi Jenő (független)[6]
- 2004–2006: Cseledi Jenő (független)[7]
- 2006–2010: Cseledi Jenő (független)[8]
- 2010–2014: Őszéné Barti Anikó Ildikó (független)[9]
- 2014–2019: Takács Balázs Ákos (független)[10]
- 2019–2024: Takács Balázs Ákos (független)[11]
- 2024– : Takács Balázs Ákos (független)[1]

A településen 2004. december 12-én időközi polgármester-választást (és képviselő-testületi választást) tartottak, az előző képviselő-testület önfeloszlatása miatt. A posztért három jelölt indult, köztük az addigi polgármester is, aki kihívóit messze megelőzve, 63,57 %-os eredménnyel meg is nyerte a választást.

## Népesség
A település népességének változása:
| Lakosok száma | 492  | 501  | 497  | 500  | 508  | 486  | 485  |
|               | 2013 | 2014 | 2015 | 2021 | 2022 | 2023 | 2024 |

A 2011-es népszámlálás során a lakosok 91,8%-a magyarnak, 0,2% németnek, 0,4% cigánynak mondta magát (8,2% nem nyilatkozott; a kettős identitások miatt a végösszeg nagyobb lehet 100%-nál). A vallási megoszlás a következő volt: római katolikus 25,1%, református 2,1%, evangélikus 41,6%, felekezet nélküli 3,3% (27,2% nem nyilatkozott).
2022-ben a lakosság 92,5%-a vallotta magát magyarnak, 0,6% németnek, 0,2% ukránnak, 0,2% cigánynak, 0,2% szlovénnek, 1,6% egyéb, nem hazai nemzetiségűnek (7,5% nem nyilatkozott; a kettős identitások miatt a végösszeg nagyobb lehet 100%-nál). Vallásuk szerint 37,4% volt evangélikus, 22,8% római katolikus, 2,2% református, 1% görög katolikus, 1% egyéb keresztény, 0,6% egyéb katolikus, 5,7% felekezeten kívüli (29,3% nem válaszolt).

## Nevezetességei

### Római katolikus templom
A Szent István első vértanúról elnevezett templomot először 1439-ben említették. A hitújítást követően 1732-ig az evangélikusok használták, majd az ellenreformáció során fegyveres erővel vették vissza tőlük. Kriptájában a Dömölky család temetkezett. A visszafoglalás után renoválták, de 1781-re erősen leromlott állapotba került, így Szily püspök a Helytartótanácshoz fordult segítségért.
A templomban 1974-ben régészeti kutatásokat végeztek, ezek szerint a hajó és a szentély középkori, román stílusú, a torony és a sekrestye barokk. Az egyhajós templom szentélye keskenyebb a hajónál, és félkörívesen záródik. A torony a nyugati homlokzat előtt áll. A főoltárt Willibald Maurer soproni mester faragta, 1787-ben. A felette levő képet Dorfmeister István festette, rajta Szent István megkövezése látható. Mellette Szent István és Szent László festett szoborhatású képeit találjuk. A falakra Dorfmeister a Hit-Remény-Szeretet szimbólumát, a mennyezetre ovális mezőbe Izsák feláldozását festette. A klasszicista szószéken angyalos dombormű látható.

### Evangélikus templom
Épült: 1817-ben.

### Vidos-kastély
A kastélyt építtető koltai Vidos család régi Vas vármegyei nemesi família, kiknek őseit V. István király emelte nemesi rangra 1272-ben. A család már a XVI. század közepén rendelkezett Mihályfán birtokokkal.
A kastélyt első formájában Vidos Zsigmond emeltette a XIX. század első negyedében, klasszicista stílusban. Fia, Dániel, aki Vas vármegye alispánja lett, 1870-ben historizáló (eklektikus) stílusban átalakíttatta, bővíttette. Itt őrizték a család ősi levéltárát, melyben több régi, pergamenre jegyzett irat is volt.
A mai, kibővített L-alakját az 1911-es átépítés során kapta a kastély. Ekkor épült a rövidebb szárnyra az emelet, a terasz fölé pedig a torony, melyben toronyszobát alakítottak ki. A hosszabb szárny utca felőli végére terasz került, melyhez kovácsoltvas korláttal díszített lépcső vezet fel. Szintén ekkor alakították ki az alagsor lakószobáit. A kastély homlokzatai az átalakítás során teljesen új, szecessziós jellegű architektúrát kaptak.
Vidos József halála után az államosításig fia, (VI.) József cs. kir. kamarás, huszárezredes, johannita lovag lakta az épületet. A II. világháború végén orosz csapatok sajátították ki legénységi szállás céljára, jelentős károkat okozva. Az 1950-es években toldalékkal bővítették, teraszát beépítették. Egy ideig általános iskola és tsz-major, majd óvoda működött benne, a rendszerváltást követően varrodát helyeztek el falai között. Jelenleg üresen áll a 2002-ben magántulajdonba került kastély.

### Vidos-kúria (ősi Vidos-kastély)
A mai kúria nagyobb része a XVIII. század közepén készült. Amíg az új kastély (lásd feljebb) fel nem épült, a család ebben az épületben lakott.
A família legismertebb tagja, Vidos (II.) József, későbbi nemzetőr főparancsnok, kormánybiztos itt, a kúriában született.
Az épület mai formáját egy XIX. század közepi átalakítás során kapta, mikor az árkádos folyosót beépítették, és a főhomlokzat elé két, belül szobával ellátott rizalitot emeltek.
Az államosítás után is lakóházként szolgált, majd a rendszerváltás után Szuhay Balázs színművész felesége vásárolta meg, aki maga is Vidos-leszármazott volt. Ekkor teljesen helyreállították a kúriát, amely ma is magánkézben van.

### Minnich-kastély
A mai általános iskola közelében álló kastélyt Vidos Kálmán Vas vármegyei főszolgabíró emeltette a XIX. század közepe táján. Következő ismert birtokosai Zichy Gyula gróf, és felesége, Holló Julianna voltak. Zichy gróf halála után Minnich Oszkár nyugalmazott vezérkari ezredes és felesége vásárolták meg az épületet, melyet az államosítás után is megtarthattak halálukig. Ezután a Művelődési Minisztérium tulajdonába került, és a helyi tanács kapta meg kezelésre. A kastélyban először általános iskolát, majd később óvodát és napköziotthont helyeztek el, jelenleg is ezt a célt szolgálja. A kastélyparkban több vadgesztenyefa és egy kolorádófenyő még látható.

## Híres emberek
Itt született: 
- 1805. április 18-án és itt halt meg 1849. augusztus 3-án Vidos József nemzetőr parancsnok, kormánybiztos.
- 1884. december 16-án Révész Mihály, született Reisner Miksa, magyar újságíró, szerkesztő, történész, szociáldemokrata politikus.
- 1911. január 7-én  Dr. Páli Kálmán, a Kassai Bábaképző Intézet tanára, a kolozsvári Ferencz József Tudományegyetem, majd a Pécsi Orvostudományi Egyetem (POTE) docense, egyetemi magántanár, szülész-nőgyógyász főorvos. A Magyar Nőorvos Társaság örökös tagja.
- 1918. február 12-én Berzsenyi Barnabás, olimpiai és világbajnoki ezüstérmes párbajtőröző.